# Preisabweichung
Um eine Preisabweichung (englisch price variance) handelt es sich in der Abweichungsanalyse und Kostenrechnung, wenn der tatsächliche Preis und der Planpreis nicht übereinstimmen und die Soll- und Istkosten voneinander abweichen. Die Bezeichnung rührt daher, dass diese Differenz aufgrund von unterschiedlichen Kostensätzen (z. B. Einstandspreise für Rohstoffe) entsteht.  
Die Abweichungsanalyse befasst sich mit der Ermittlung und Analyse zwischen Planwerten und Ist-Werten und kennt insbesondere die Mengenabweichung, Preisabweichung und Sekundärabweichung. Die Preisabweichung betrifft den Materialverbrauch (Roh-, Hilfs- und Betriebsstoffe), die Mengenabweichung betrifft Produktionsmengen, die Sekundärabweichung ist eine Kombination dieser Größen. 

## Ermittlung
Die Preisabweichung {\displaystyle P} ist definiert als Produkt aus dem geplanten mengenmäßigen Verbrauch {\displaystyle P_{V}} und der Differenz zwischen Planpreisen {\displaystyle p_{P}} und Istpreisen {\displaystyle p_{I}}:
{\displaystyle P=P_{V}\cdot (p_{P}-p_{I})}.
Bei der Mengenabweichung {\displaystyle M} wird entsprechend der Planpreis {\displaystyle p_{P}} der Differenz aus Planmenge {\displaystyle M_{P}} und Istmenge {\displaystyle M_{I}} gegenübergestellt:
{\displaystyle M=p_{P}\cdot (M_{P}-M_{I})}.
Mengen- und Preisabweichung ergeben schließlich die Sekundärabweichung {\displaystyle S}:
{\displaystyle S=(M_{P}-M_{I})\cdot (p_{P}-p_{I})}.

## Wirtschaftliche Aspekte
Eine Preis- und Mengenabweichung kann in der starren Normalkostenrechnung aufgezeigt werden: Preisabweichungen treten auf, wenn sich der budgetierte Materialpreis vom tatsächlichen Istpreis unterscheidet. Ursachen können mangelhafte Schätzungen, Inflation/Deflation oder die Verwendung eines anderen Materials als ursprünglich geplant (Substitutionsgut) sein. Preisabweichungen werden durch einen Soll-Ist-Vergleich aufgedeckt, durch eine Abweichungsanalyse untersucht und können die Preiskalkulation und die Preispolitik eines Unternehmens beeinflussen. Die in der Beschaffung aufgetretene Preisabweichung bei den Anschaffungskosten kann sich deshalb im Vertrieb in den Umsatzerlösen durch Preisüberwälzung fortsetzen.
Dies gilt nur, wenn die Preisabweichung genau der Verbrauchsabweichung entspricht. Normalerweise setzt sich die Verbrauchsabweichung aus einem Teil, für den der Kostenstellenleiter keine Verantwortung trägt (Preisabweichung), und einem Teil, für den der Kostenstellenleiter verantwortlich ist, zusammen.